# Wiehlea
Wiehlea Braun, 1959 è un genere di ragni appartenente alla famiglia Linyphiidae.

## Distribuzione
L'unica specie oggi nota di questo genere è stata rinvenuta in Europa occidentale.

## Tassonomia
Per la determinazione delle caratteristiche della specie tipo è di riferimento l'analisi degli esemplari di Wiehlea huetheri Braun, 1959; analisi considerata valida da un lavoro di Millidge del 1984, contra un precedente lavoro di Denis del 1962, che ritiene questo genere un sinonimo posteriore di Gongylidiellum Simon, 1884.
A giugno 2012, si compone di una specie:
- Wiehlea calcarifera (Simon, 1884)[3] — Europa occidentale

### Sinonimi
- Wiehlea huetheri Braun, 1959; esemplari riconosciuti in sinonimia con W. calcarifera (Simon, 1884) a seguito di uno studio dell'aracnologo Merrett del 1963a[1].